# Katwijks Museum
Het Katwijks Museum is een museum in het centrum van het voormalige vissersdorp Katwijk (nu de kern Katwijk aan Zee) in de Nederlandse provincie Zuid-Holland. Het museum belicht onder andere de kunstenaarskolonie Katwijk en de lokale geschiedenis. Het staat aan de Voorstraat 46 en wordt geheel door vrijwilligers gedragen. 

## Gebouw
Het museum is gehuisvest in de voormalige rederswoning (1912) van de familie Meerburg. Deze woning werd ontworpen door de architect Hendrik Jesse (1860-1943) en diende tussen 1953 en 1981 als politiebureau. In 1983 kon door een legaat uit de nalatenschap van de lokale kunstenaar Tjeerd Bottema hier het Katwijks Museum geopend worden, de Bottemazaal werd naar hem vernoemd. In 2009 werd het complex uitgebreid. Het gebouw is een rijksmonument en wordt ook als trouwlocatie gebruikt.

## Collectie
De vaste collectie van het museum bestaat uit werk van Nederlandse en buitenlandse schilders, die tussen 1870 en 1914 aangetrokken werden door de kunstenaarskolonie Katwijk. Dit zijn onder andere: Thamine Tadama-Groeneveld, Hendrik Willebrord Jansen, Willy Sluiter, Jan Toorop, Gerhard Morgenstjerne Munthe en Edgar Farasyn. In de collectie bevinden zich ook enkele zeventiende-eeuwse werken, waaronder een strandgezicht van Jan van Goyen. Het Katwijks Museum kent op de eerste etage de Bottemazaal. In deze zaal zijn, in wisselende samenstelling, werken te zien van Tjeerd Bottema, zijn broer Tjerk Bottema, zijn vrouw Cornelia van Amstel en hun dochters Hil Bottema en Johanna Bottema. Naast schilderkunst, is er in de vaste collectie ook aandacht voor de geschiedenis van Katwijk en haar visserij. Er is een verzameling van scheepsmodellen en een uitgebreid maritiem archief.
Er zijn in het museum ook wisseltentoonstellingen, zoals bijvoorbeeld in 2010 De Oude Kerk geschilderd, met werk van onder meer Natalia Dik. 
Voor de ingang van het museum staat het beeld Stoere visser van de Katwijkse kunstenaar Gerard Brouwer.

## Afbeeldingen

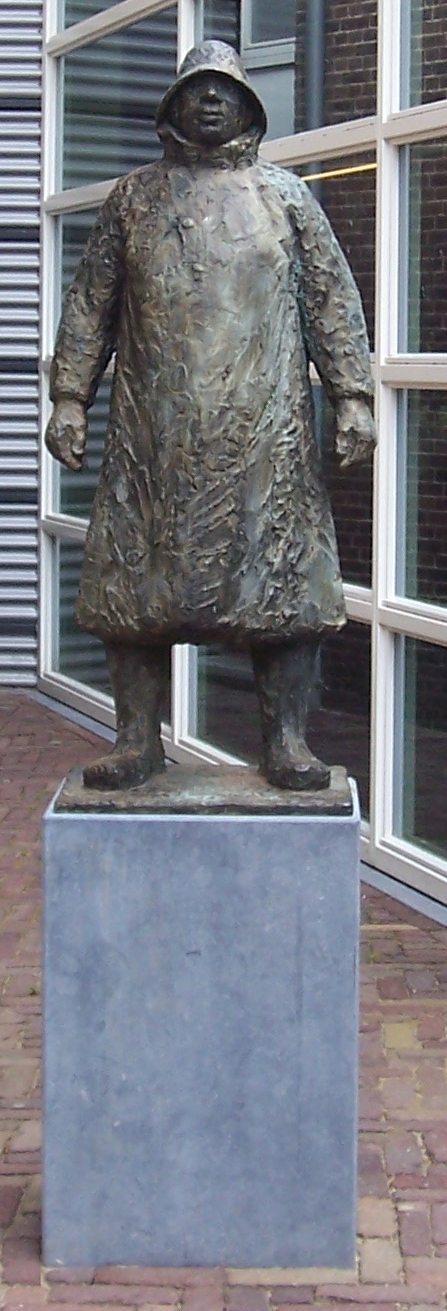
Stoere Visser door Gerard Brouwer, bij de ingang van het Katwijks Museum
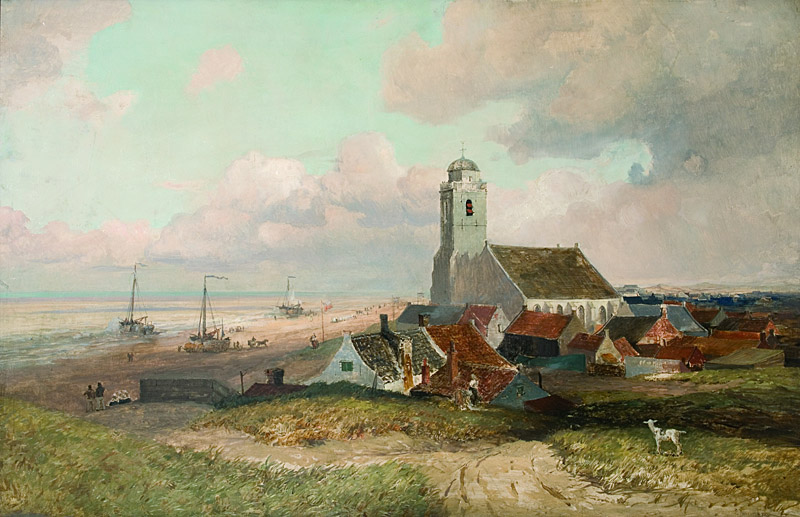
Schilderij van Emil Neumann, hangend in het Katwijks Museum.
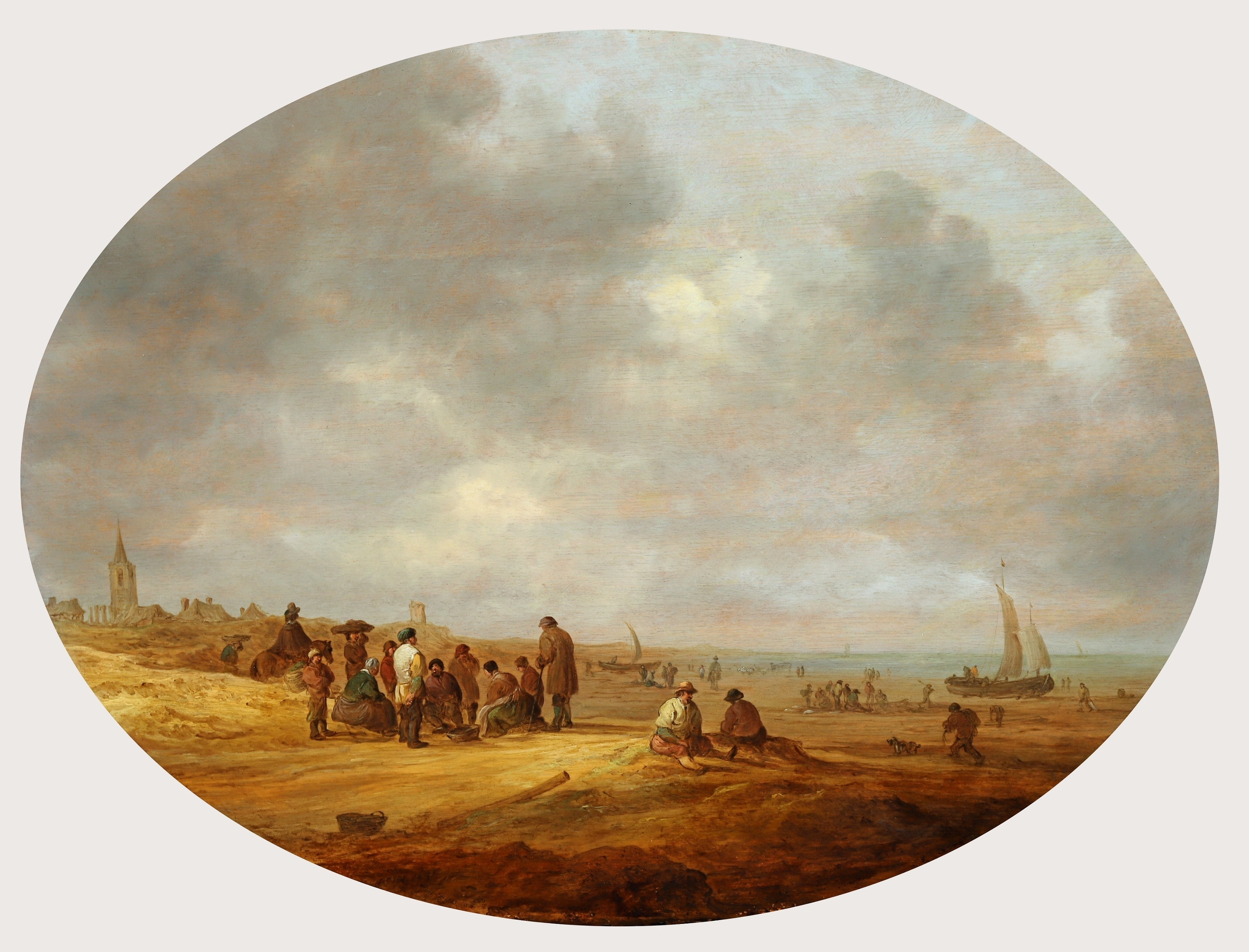
Strandgezicht van Jan van Goyen (1641)